# Sensburger Seenplatte

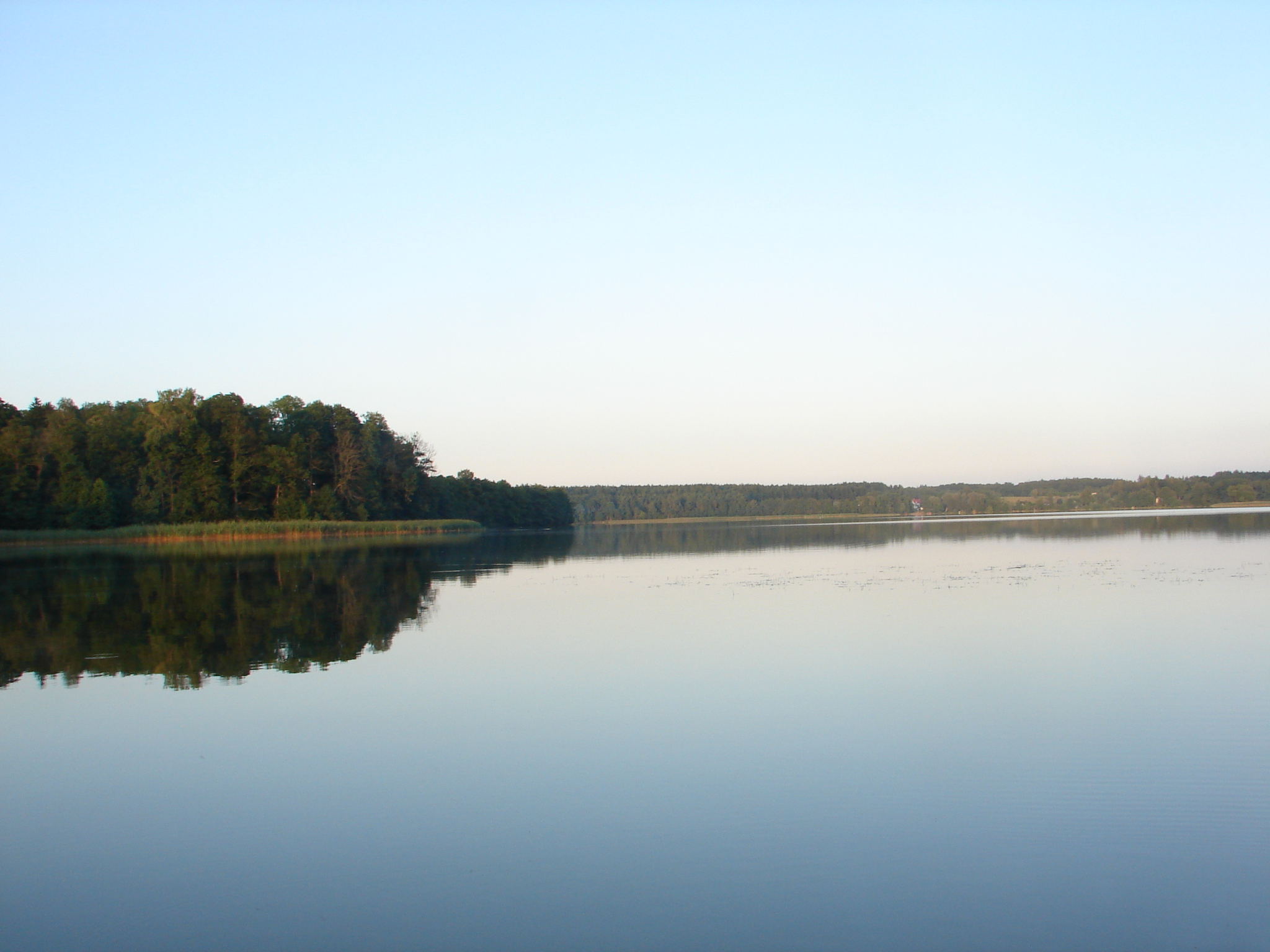
Jezioro Gielądzkie

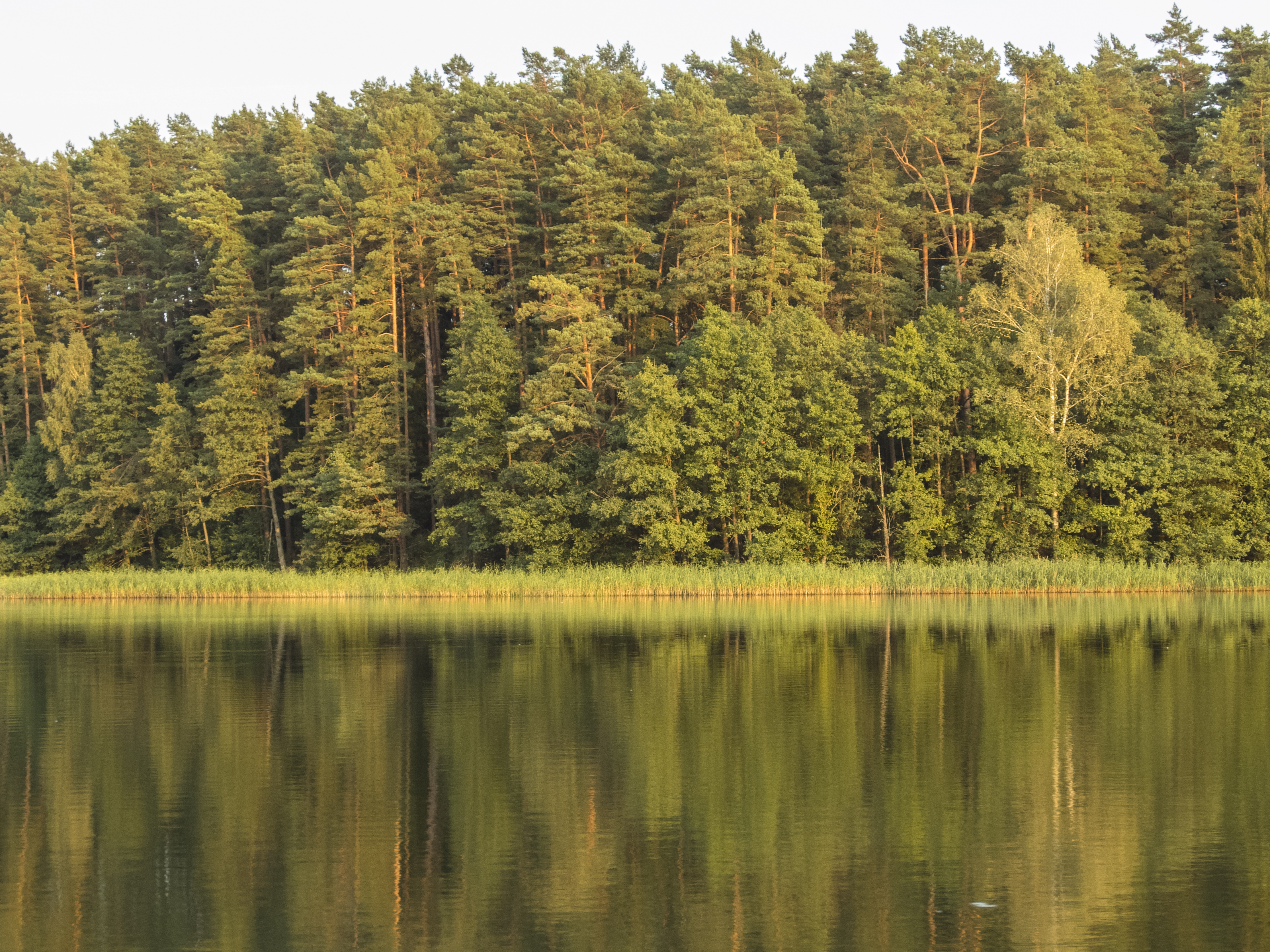
Jezioro Ganckie

Die Sensburger Seenplatte (poln. Pojezierze Mrągowskie) ist eine Mesoregion sowie Seenlandschaft in der Woiwodschaft Ermland-Masuren in Polen.

## Lage
Die Sensburger Seenplatte ist Teil der Masurischen Seenplatte. Im Süden schließt sich die Równina Mazurska, im Osten die Großen Masurischen Seen, im Norden die Nizina Sępopolska und im Westen die Allensteiner Seenplatte an. Die Seenplatte liegt im Nordosten Polens.

## Geologie
Die Sensburger Seenplatte bestehen aus einer Vielzahl von Seen in einer Moränenlandschaft. Charakteristisch für diese Landschaft sind glaziale Rinnen zwischen den Hügeln, entstanden durch die abtragende Wirkung der Schmelzwässer beim Abschmelzen der Gletscher, die später die Seen aufnahmen.

## Seen
Die größten Seen sind:
- Sasek Wielki
- Łęsk
- Pierwój
- Stromek
- Babięty Wielkie
- Jezioro Gielądzkie
- Jezioro Lampackie
- Lampasz
- Dłużec
- Jezioro Białe

Viele Seen sind durch den Fluss Krutynia verbunden, so dass ein über 100 km langes Wasserwegenetze entstanden ist, das insbesondere bei Kajakfahrern beliebt ist.

## Flüsse
Die Sensburger Seenplatte entwässert nach Westen über die Krutynia in die Großen Masurischen Seen und von dort über die Pisa in die Narew und Weichsel sowie nach Norden über die Pregel.

## Moränen
Die Sensburger Seenplatte ist höher gelegen, als die umliegenden Seenplatten. Die höchsten Moränen sind bis zum 221 Meter über NN hoch.

## Besiedlung
Die Sensburger Seenplatte ist dünn besiedelt. Die meisten Kleinstädte wie das namensgebende Mrągowo, Szczytno und Reszel, liegen an den Ufern der Seen.

## Natur
Das Gebiet besitzt zahlreiche Naturreservate.